# Charles de Vandenesse
Pour les articles homonymes, voir Vandenesse (homonymie).
Charles de Vandenesse est un personnage de La Comédie humaine d’Honoré de Balzac. Comte, puis marquis, il est né en 1789, de cinq ans plus âgé que son frère Félix, il est le préféré de ses parents.

## Biographie de fiction
Charles de Vandenesse poursuit une carrière dans la diplomatie impériale, participant au congrès de Vienne et au congrès de Laybach. Pendant les Cent-Jours, il suit le roi Louis XVIII en exil à Gand.
En 1818, madame Birotteau se demande si elle doit l'inviter à son bal puisqu'il est un des clients assidus de son magasin de parfumerie, La Reine des roses. En 1819, il est présent au bal de la vicomtesse de Beauséant dans Le Père Goriot, où il fait partie des « Impertinents ». Cette même année, Maxime de Trailles se prétend son ami devant Jean-Esther van Gobseck.
Il rencontre en 1822 Julie d'Aiglemont dans le salon de madame Firmiani et devient son amant. Il a alors à peine trente ans. En 1836, il épouse la veuve de l'amiral de Kergarouët, Émilie de Fontaine.
Julie d'Aiglemont est toujours intimement liée avec lui lorsqu'elle meurt, en 1844.

## Apparitions romanesques
Charles de Vandenesse est un personnage important ou apparaît dans :
- La Femme de trente ans
- Béatrix
- Le Lys dans la vallée
- Une fille d'Ève
- Le Député d'Arcis
- César Birotteau
- Les Secrets de la princesse de Cadignan
- Le Cabinet des Antiques
- Le Contrat de mariage
- L'Interdiction
- Splendeurs et misères des courtisanes